# C7orf49
C7orf49 (англ. Chromosome 7 open reading frame 49) — білок, який кодується однойменним геном, розташованим у людей на 7-й хромосомі. Довжина поліпептидного ланцюга білка становить 157 амінокислот, а молекулярна маса — 16 829.
| 10         |  | 20         |  | 30         |  | 40         |  | 50         |
| ---------- |  | ---------- |  | ---------- |  | ---------- |  | ---------- |
| METLQSETKT |  | RVLPSWLTAQ |  | VATKNVAPMK |  | APKRMRMAAV |  | PVAAARLPAT |
| RTVYCMNEAE |  | IVDVALGILI |  | ESRKQEKACE |  | QPALAGADNP |  | EHSPPCSVSP |
| HTSSGSSSEE |  | EDSGKQALAP |  | GLSPSQRPGG |  | SSSACSRSPE |  | EEEEEDVLKY |
| VREIFFS    |  |            |  |            |  |            |  |            |

A: Аланін

C: Цистеїн

D: Аспарагінова кислота

E: Глутамінова кислота

F: Фенілаланін

G: Гліцин

H: Гістидин

I: Ізолейцин

K: Лізин

L: Лейцин

M: Метіонін

N: Аспарагін

P: Пролін

Q: Глутамін

R: Аргінін

S: Серин

T: Треонін

V: Валін

W: Триптофан

Задіяний у таких біологічних процесах, як пошкодження ДНК, репарація ДНК, ацетилювання, альтернативний сплайсинг. 
Локалізований у цитоплазмі, ядрі.